# اویگن بامبرگر
اویگن بامبرگر (آلمانی: Eugen Bamberger؛ ۱۹ ژوئیهٔ ۱۸۵۷ – ۱۰ دسامبر ۱۹۳۲) یک شیمی‌دان اهل آلمان بود.